# Герасимов, Алексей Максимович
Алексе́й Макси́мович Гера́симов (1904—1942) — советский энтомолог, лепидоптеролог. 

## Биография
Родился в 1904 году в Санкт-Петербурге. Интерес к энтомологии появился ещё в ранней юности. Впервые стал собирать чешуекрылых в 1918—1919 годах при местном музее имени Н. М. Мартьянова в Минусинске (Южная Сибирь), под руководством энтомолога Кожанчикова В. Д. В период 1921—1923 годов принял участие в экспедициях в Саяны. С этим периодом связано его появление первой статьи по биологии и фаунистике птиц верхнего Енисея. В дальнейшем работал в Ленинграде при тогдашнем Зоологическом музее Академии Наук СССР. Здесь он начал изучение групп чешуекрылых. Поступает в Институт прикладной зоологии и фитопатологии, где оканчивает Высшие курсы прикладной зоологии и фитопатологии в 1930 году. Его первая печатная работа по энтомологии представляет описание представителя вредных Phycttinae (Pyralidae). Работая ассистентом в ИЗИФ, участвовал в экспедициях в Среднюю Азию (1926—1930) на летней практике, где занимался сбором чешуекрылых в мало исследованных областях этой территории. Данное обстоятельство вызвало его интерес к фауне чешуекрылых Средней Азии. В результате обработки сборов, им было опубликовано несколько работ по фауне чешуекрылых Средней Азии. В целом работал как фаунист, описывая виды из различных семейств, особенно минирующих чешуекрылых, избегая лишь дневных бабочек. С 1932 года приступил к реализации постановления фаунистической конференции об изучении личиночных фаз насекомых и, в частности, чешуекрылых — гусениц. С 1932 года приступил к систематическому изучению и диагностике гусениц. С 1937 года стал публиковать в большом числе работы по диагностике и морфологии гусениц. Особенно детально изучал кожные структуры гусениц и их хетотаксию. На протяжении более 15 лет создавал коллекцию чешуекрылых кабинета систематики Института прикладной зоологии и фитопатологии. Научный сотрудник ЗИН Академии Наук СССР (1932—1935); старший научный сотрудник (1941—1942), к. б. н. (1934). Автор 29 научных работ. Погиб зимой 1942 года во время эвакуации из блокадного Ленинграда.